# Baltacsevói járás
A Baltacsevói járás (oroszul Балтачевский район, baskír nyelven Балтас районы) Oroszország egyik járása a Baskír Köztársaságban, székhelye Sztarobaltacsevo, melynek neve tulajdonképpen "Öreg Baltacsevo" jelentésű.

## Népesség
- 1970-ben 38 569 lakosa volt, melyből 28 902 baskír (74,9%), 2 161 tatár (5,6%).
- 1989-ben 24 895 lakosa volt, melyből 14 728 tatár (59,25), 5 500 baskír (22,1%).
- 2002-ben 24 695 lakosa volt, melyből 17 297 baskír (70,04%), 3 636 tatár (14,72%), 515 udmurt, 486 orosz (1,97%).
- 2010-ben 21 623 lakosa volt, melyből 10 962 baskír (51,1%), 6 701 tatár (31,2%), 2 701 mari (12,6%), 539 orosz (2,5%), 488 udmurt, 8 csuvas, 8 ukrán, 6 fehérorosz, 1 mordvin.

| Lakosok száma | 24 995 | 24 695 | 23 569 | 21 623 | 20 889 | 20 385 | 19 791 | 19 196 | 18 981 | 18 594 |
|               | 1989   | 2002   | 2008   | 2010   | 2012   | 2013   | 2014   | 2016   | 2017   | 2021   |

## A járáshoz tartozó települések
A mari többségű települések megjelölése: ***
Az udmurt többségű települések megjelölése: **
- Sztarobaltacsevo, a járás székhelye
- Annovka
- Ardagis
- Aszavka **
- Bigilgyino
- Bogdanovo
- Buljak
- Verhnyeivanajevo ***
- Verhnyekanszijarovo
- Verhnyekarisevo
- Verhnyejanaktajevo ***
- Garejka ***
- Ziljazekulevo
- Imjanovo
- Istyirjakovo
- Kazanka
- Kizganbasevo **
- Kuzejevo ***
- Kumjazi
- Kundasli
- Kuntugusevo
- Kuracsevo
- Kizil Vosztok
- Kizil Kul
- Magasli-Almantajevo ***
- Managazovo
- Mata
- Miskino
- Miscserovo
- Nacsarovo
- Nyizsnyeivanajevo ***
- Nyizsnyekanszijarovo
- Nyizsnyekarisevo
- Nyizsnyeszikijazovo
- Nyizsnyejanaktajevo ***
- Novobaltacsevo
- Novogyurtyukejevo ***
- Novoszultangulovo
- Novotoskurovo
- Novourazajevo
- Novojaksejevo
- Novojamurzino ***
- Novojanbajevo
- Norkino
- Rahimkulovo
- Szandugacs
- Szejtyakovo
- Sztarogyurtyukejevo ***
- Sztaroilikejevo
- Sztaroszultangulovo
- Sztarotyimkino
- Sztarojaksejevo
- Sztarojamurzino ***
- Sztarojanbajevo
- Sztarije Kargali
- Tasli-Jelga ***
- Tyibelevo
- Toskurovo
- Tuzlubino ***
- Tuktajevo ***
- Tutagacsevo
- Tucsubajevo
- Tikanovo
- Urazajevo
- Urta-Jelga
- Uszmanovo
- Csipcsikovo
- Csisma
- Csijatau
- Csukali
- Csurapanovo
- Csurtanlikul
- Savjadi
- Standi
- Javjazi
- Jagafarovka
- Jakunyino
- Jalangacsevo
- Jantyimirovo ***